# ألكسندر كفاشنيفسكي
ألكسندر كفاشنيفسكي (بالبولندية: Aleksander Kwaśniewski)، من مواليد 15 نوفمبر عام 1954 م، وهو الرئيس الثالث لجمهورية بولندا.

## حياته السياسية
عمل رئيساً للحزب الديمقراطي الاجتماعي في بولندا من تاريخ 30 يناير 1990 إلى تاريخ 23 ديسمبر عام 1995 م، وعمِل رئيساً لبولندا من تاريخ 23 ديسمبر عام 1995 م وانتهت فترته الرئاسية بتاريخ 23 ديسمبر عام 2005م.

## وصلات خارجية
- ألكسندر كفاشنيفسكي على موقع IMDb (الإنجليزية)
- ألكسندر كفاشنيفسكي على موقع الموسوعة البريطانية (الإنجليزية)
- ألكسندر كفاشنيفسكي على موقع مونزينجر (الألمانية)
- ألكسندر كفاشنيفسكي على موقع إن إن دي بي (الإنجليزية)
- ألكسندر كفاشنيفسكي على موقع أوليمبيديا (الإنجليزية)

- Aleksander Kwaśniewski – official web page